# Eurocon 1992
Eurocon 1992, acronim pentru Convenția europeană de science fiction din 1992, a avut loc la Freudenstadt în  Germania, pentru a doua oară în această țară.